# Смирновский (Кемеровская область)
Смирно́вский — посёлок в Кемеровском районе Кемеровской области. Входит в состав Берегового сельского поселения.

## География
Центральная часть населённого пункта расположена на высоте 122 метров над уровнем моря.

## Население
По данным Всероссийской переписи населения 2010 года, в посёлке Смирновский проживает 90 человек (47 мужчин, 43 женщины).